# Harthorne Wingo
Harthorne Wingo (Tryon, 9 de setembro de 1947 - janeiro de 2021) foi um jogador de basquete norte-americano.

## Carreira
Foi campeão da Temporada da NBA de 1972-73 jogando pelo New York Knicks.

## Morte
A morte do Wingo foi divulgada em 25 de janeiro de 2021.